# District d'Altynsarin
Le district d'Altynsarin (en kazakh : Алтынсарин ауданы) est un district de l'oblys de Kostanaï, situé au nord du Kazakhstan.

## Géographie
Le centre administratif du district est Obagan.

## Démographie
En  2013, le district a une population de 15 038 habitants.